# Le sorelle disubbidienti
Le sorelle disubbidienti è un racconto popolare appartenente alla cultura Igbo,  diffusa nell'Africa occidentale e che ha una significativa presenza in nazioni come la Nigeria, il  Camerun e la Guinea Equatoriale.

## Genere letterario
Il racconto è catalogabile nell'ambito dei racconti fatti per discutere o racconti morali, ossia di quelli incentrati sull'aspetto morale della vita, dell'uomo e delle sue azioni, raccontati con il preciso scopo di indurre un dibattito su particolari tematiche, quali la famiglia e la vita comunitaria.
In questo tipo di racconti brevi, è prevista una soluzione al problema posto, come anche il desiderio di impartire lezioni morali tramite messaggi chiari e semplici. Generalmente narrano drammi familiari o comunitari e tendono ad evidenziare casi sfortunati o relazioni mal riuscite.
Nel caso specifico i protagonisti sono due sorelle che, a causa della disubbedienza vivono una serie di peripezie. Il racconto insegna a non maltrattare mai il prossimo, anche se si tratta di un servo e di un subalterno.

## Trama
Il racconto narra le vicende di due sorelle che sono costrette a separarsi, rapite l'una dalle bestie del mare e poi venduta ad un giovane, l'altra dalle bestie della terra e rivenduta a diversi padroni malvagi. Ma le due sorelle sono state rapite perché non hanno voluto seguire i consigli dei genitori, e durante l'assenza di questi ultimi hanno commesso una serie di imprudenze che le hanno portate via di casa. Le due sorelle si reincontrano dopo molti anni, senza nemmeno riconoscersi, quando quella maggiore è già sposata e ha già partorito un bambino ed acquista al mercato una serva, che è appunto la sorella minore.
Fino a quando le due sorelle non si riconoscono il loro rapporto è estremamente duro e severo da parte della padrona, mentre quando la maggiore scopre la vera identità della serva, la loro relazione diventa molto più tenera e umana.